# Маянці (серіал)
Маянці (англ. Mayans M.C.) — американський кримінально-драматичний серіал, створений Куртом Саттером та Елджином Джеймсом, прем'єра якого відбулася 4 вересня 2018 року на телеканалі FX. Шоу відбувається в тому ж вигаданому всесвіті, що й попередній серіал від FX «Сини анархії». У жовтні 2018 року FX продовжив серіал на другий сезон, прем'єра якого відбулася 3 вересня 2019 року. У листопаді 2019 року серіал продовжили на третій сезон, прем'єра якого відбулася 16 березня 2021 року. У травні 2021 року серіал продовжили на четвертий сезон, прем'єра якого має відбутися 19 квітня 2022 року.

## Сюжет
Події серіалу відбувається через два з половиною роки після подій Синів Анархії і за сотні миль у вигаданому прикордонному містечку Каліфорнії Санто-Падре. Головний герой серіалу Єзекіїль «Ізі» Реєс, на початку серіалу являється претендентом до мотоклубу «Маянці», який базується на кордоні між США та Мексикою. Ізі в певний момент часу хочеться домогтися справедливості. Саме на цьому головному принципі й будувалося колись виховання головного героя його батьком Феліпе Реєсом. Але сучасний світ надто жорстокий для того, щоб Ізі отримав те, про що мріє. Замість справедливості і чесності він стикається з наймоторошнішими людськими рисами, намагається звикнути до того, що навколо нього ще буде чимало жорстокості, агресії, насильства і ненависті до людей. Але він не здатний змінити суспільство кардинально, що приводить Реєса до іншої сторони.
Безсилля Єзекіїля обертається тим, що перед ним відкривається нова дорога, на якій він ще зустріне чимало насильства та люті.
Життя перспективного Єзекіїля Реєса миттєво змінюється після звинувачення у тяжкому злочині і вироку до багаторічної відсидки у в'язниці. Вийшовши на свободу, Ізі доводиться вести подвійне життя, вступивши в байкерський клуб «Маянці» і одночасно допомагаючи УБН зловити голову наркокартелю Галіндо, на якого працюють члени банди. І без того непросте становище Реєса ускладнюється ще більше, коли на один з рейсів картелю здійснюється напад, до якого виявляється причетний старший брат Ізі Ейнджел.

## Актори та персонажі
| Актор               | Роль                  | Сезони           | Сезони           | Сезони           |
| Актор               | Роль                  | 1                | 2                | 3                |
| ------------------- | --------------------- | ---------------- | ---------------- | ---------------- |
| Дж. Д. Пардо        | Єзекіїль «Ізі» Реєс   | В головних ролях | В головних ролях | В головних ролях |
| Клейтон Карденас    | Енджел Реєс           | В головних ролях | В головних ролях | В головних ролях |
| Сара Болджер        | Емілі Томас           | В головних ролях | В головних ролях | В головних ролях |
| Майкл Ірбі          | Обіспо «Єпископ» Лоса | В головних ролях | В головних ролях | В головних ролях |
| Карла Баратта       | Аделіта               | В головних ролях | В головних ролях | В головних ролях |
| Річард Кабрал       | Джонні «Коко» Крус    | В головних ролях | В головних ролях | В головних ролях |
| Рауль Трухільйо     | Че «Таза» Ромеро      | В головних ролях | В головних ролях | В головних ролях |
| Антоніо Харамільйо  | Майкл «Різ» Аріза     | В головних ролях | В головних ролях |                  |
| Денні Піно          | Мігель Галіндо        | В головних ролях | В головних ролях | В головних ролях |
| Едвард Джеймс Олмос | Феліпе Реєс           | В головних ролях | В головних ролях | В головних ролях |
| Еміліо Рівера       | Маркус Альварес       | Періодично       | В головних ролях | В головних ролях |

## Епізоди
| Сезон | Епізоди | Епізоди | Оригінальний показ | Оригінальний показ |
| Сезон | Епізоди | Епізоди | Перший показ       | Останній показ     |
| ----- | ------- | ------- | ------------------ | ------------------ |
| 1     | 10      | 10      | 4 вересня 2018     | 6 листопада 2018   |
| 2     | 10      | 10      | 3 вересня 2019     | 5 листопада 2019   |
| 3     | 10      | 10      | 16 березня 2021    | 11 травня 2021     |
| 4     | TBA     | TBA     | 19 квітня 2022     | TBA                |

### 1 сезон (2018)
| Загальний № | № серії | Назва                | Режисер                  | Дата прем'єри    | Глядачів (у мільйонах) |
| ----------- | ------- | -------------------- | ------------------------ | ---------------- | ---------------------- |
| 1           | 1       | «Perro/Oc»           | Норберто Барба           | 4 вересня 2018   | 2,53                   |
| 2           | 2       | «Escorpión/Dzec»     | Норберто Барба           | 11 вересня 2018  | 2,01                   |
| 3           | 3       | «Búho/Muwan»         | Гай Ферленд              | 18 вересня 2018  | 2.10                   |
| 4           | 4       | «Murciélago/Zotz»    | Ханель Калпеппер         | 25 вересня 2018  | 1,53                   |
| 5           | 5       | «Uch/Opossum»        | Себастьян "Батан" Сільва | 2 жовтня 2018    | 1,39                   |
| 6           | 6       | «Gato/Mis»           | Фелікс Енрікес Алькала   | 9 жовтня 2018    | 1,35                   |
| 7           | 7       | «Cucaracha/K'uruch»  | Рейчел Голдберг          | 16 жовтня 2018   | 1,29                   |
| 8           | 8       | «Rata/Ch'o»          | Пітер Веллер             | 23 жовтня 2018   | 1,22                   |
| 9           | 9       | «Serpiente/Chikchan» | Норберто Барба           | 30 жовтня 2018   | 1,23                   |
| 10          | 10      | «Cuervo/Tz'ikb'uul»  | Елджин Джеймс            | 6 листопада 2018 | 1,31                   |

### 2 сезон (2019)
| Загальний № | № серії | Назва        | Режисер                  | Дата прем'єри    | Глядачів (у мільйонах) |
| ----------- | ------- | ------------ | ------------------------ | ---------------- | ---------------------- |
| 11          | 1       | «Xbalanque»  | Кевін Даулінг            | 3 вересня 2019   | 1,39                   |
| 12          | 2       | «Xaman-Ek»   | Себастьян "Батан" Сільва | 10 вересня 2019  | 1,06                   |
| 13          | 3       | «Camazotz»   | Гай Ферленд              | 17 вересня 2019  | 1,12                   |
| 14          | 4       | «Lahun Chan» | Ребекка Родрігес         | 24 вересня 2019  | 1,04                   |
| 15          | 5       | «Xquic»      | Рейчел Голдберг          | 1 жовтня 2019    | 1,00                   |
| 16          | 6       | «Muluc»      | Гай Ферленд              | 8 жовтня 2019    | 1,03                   |
| 17          | 7       | «Tohil»      | Пітер Веллер             | 15 жовтня 2019   | 1,10                   |
| 18          | 8       | «Kukulkan»   | Еллісон Андерс           | 22 жовтня 2019   | 1,01                   |
| 19          | 9       | «Itzam-Ye»   | Кевін Даулінг            | 29 жовтня 2019   | 1,05                   |
| 20          | 10      | «Hunahpu»    | Елджин Джеймс            | 5 листопада 2019 | 0,95                   |

### 3 сезон (2021)
| Загальний № | № серії | Назва                                     | Режисер                 | Дата прем'єри   | Глядачів (у мільйонах) |
| ----------- | ------- | ----------------------------------------- | ----------------------- | --------------- | ---------------------- |
| 21          | 1       | «Pap Struggles with the Death Angel»      | Майкл Діннер            | 16 березня 2021 | 0,84                   |
| 22          | 2       | «The Orneriness of Kings»                 | Майкл Діннер            | 16 березня 2021 | 0,54                   |
| 23          | 3       | «Overreaching Don't Pay»                  | Рейчел Голдберг         | 23 березня 2021 | 0,84                   |
| 24          | 4       | «Our Gang's Dark Oath»                    | Бретт Дос Сантос        | 30 березня 2021 | 0,71                   |
| 25          | 5       | «Dark, Deep-Laid Plans»                   | Елджин Джеймс           | 6 квітня 2021   | 0,61                   |
| 26          | 6       | «You Can't Pray a Lie»                    | Елджин Джеймс           | 13 квітня 2021  | 0,73                   |
| 27          | 7       | «What Comes of Handlin' Snakeskin»        | Елджин Джеймс           | 20 квітня 2021  | 0,87                   |
| 28          | 8       | «A Mixed-up and Splendid Rescue»          | Алонсо Альварес-Барреда | 27 квітня 2021  | 0,79                   |
| 29          | 9       | «The House of Death Floats By»            | Елджин Джеймс           | 4 травня 2021   | 0,78                   |
| 30          | 10      | «Chapter the Last, Nothing More to Write» | Елджин Джеймс           | 11 травня 2021  | 0,81                   |

## Виробництво

### Створення
11 травня 2016 року оголошено, що FX розпочав офіційну розробку сценарію для спінофу до серіалу «Сини анархії». Авторами сценарію стали Курт Саттер та Елджин Джеймс. Джеймс написав пілотний сценарій. Виробничі компанії, які оголосили, що беруть участь у серіалі, включали телевізійні студії Fox 21 та FX Productions. 1 грудня 2016 року FX офіційно дав виробництву замовлення на пілотну серію. Також було оголошено, що Саттер стане режисером пілотного епізоду.
5 липня 2017 року було оголошено, що пілотну серію буде перепрофільовано, і Норберто Барба замінить Саттера на посаді режисера епізоду, оскільки Саттер планував зосередитись виключно на написанні сценарію. Крім того, повідомлялося, що різні ролі будуть перероблені, і що Барба також буде виконувати функції виконавчого продюсера.
5 січня 2018 року FX оголосив, на зимовому прес-турі щорічної Асоціації телевізійних критиків, що було замовлено перший сезон серіал, який буде складатися з десяти серій. 28 червня 2018 року повідомлялося, що прем'єра серіалу відбудеться 4 вересня 2018 року. 1 жовтня 2018 року було оголошено, що FX продовжив серіал на другий сезон, прем'єра якого відбулася 3 вересня 2019. 4 листопада 2019 року FX продовжив серіал на третій сезон, прем'єра якого відбулася 16 березня 2021 року. 3 травня 2021 року FX продовжив серіал на четвертий сезон сезону, прем'єра якого запланована на 2022 рік.

### Кастинг
У лютому 2017 року було оголошено, що Едвард Джеймс Олмос, Джон Ортіс, Дж. Д. Пардо та Антоніо Харамільйо були обрані на головні ролі в пілотній серії. У березні 2017 року повідомлялося, що Річард Кабрал, Сара Болджер, Жаклін Обрадорс та Андреа Лондо також були ухваленні на ролі в серіалі. У жовтні 2017 року було оголошено, що Майкл Ірбі та Рауль Трухільйо будуть акторами в серіалі. У листопаді 2016 року було повідомлено, що Еміліо Рівера повторить свою роль Маркуса Альвареса з «Синів анархії». 25 квітня 2017 року було оголошено, що Карла Баратта замінить Андреа Лондо в ролі Аделіти.

## Критика
Спочатку серіал був сприйнятий критиками неоднозначно. Однак, потім оцінки стали більш позитивними.
На вебсайті агрегатора оглядів Rotten Tomatoes перший сезон має рейтинг схвалення 72 % із середнім рейтингом 6,43 з 10 на основі 36 відгуків. Щодо Metacritic, сезон має оцінку 57 зі 100, базуючись на 19 критиках.
Другий сезон отримав більше позитивних відгуків, ніж перший. На Rotten Tomatoes сезон має ідеальний 100 % рейтинг схвалення із середнім рейтингом 7,75 з 10 на основі 5 відгуків.